# Anneliese Langenbach

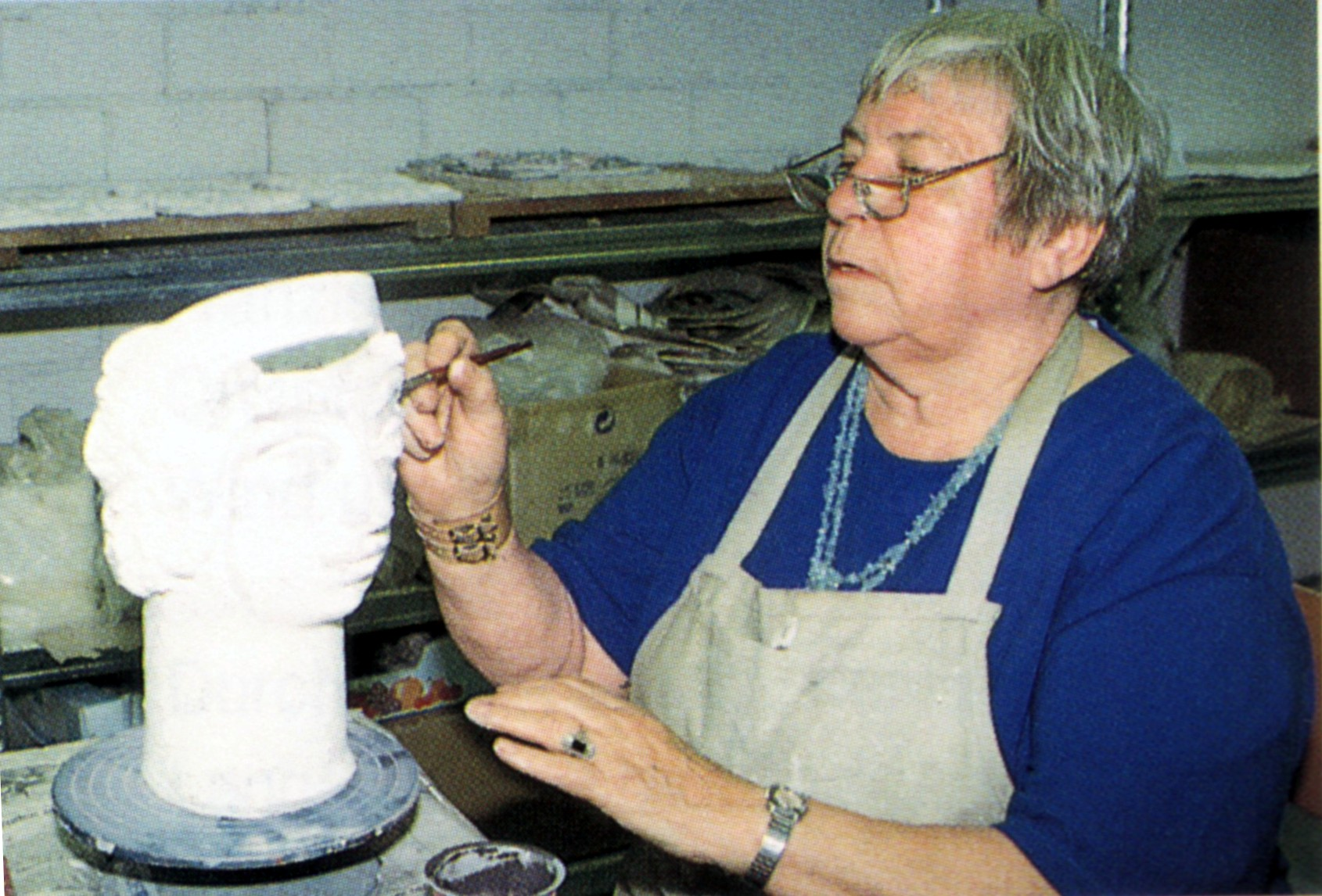
Anneliese Langenbach, 1996

Anneliese Langenbach (* 9. Februar 1926 in Düsseldorf; † 18. Dezember 2008 in Grevenbroich; geborene Müller) war eine deutsche Keramikerin und Bildhauerin.

## Leben

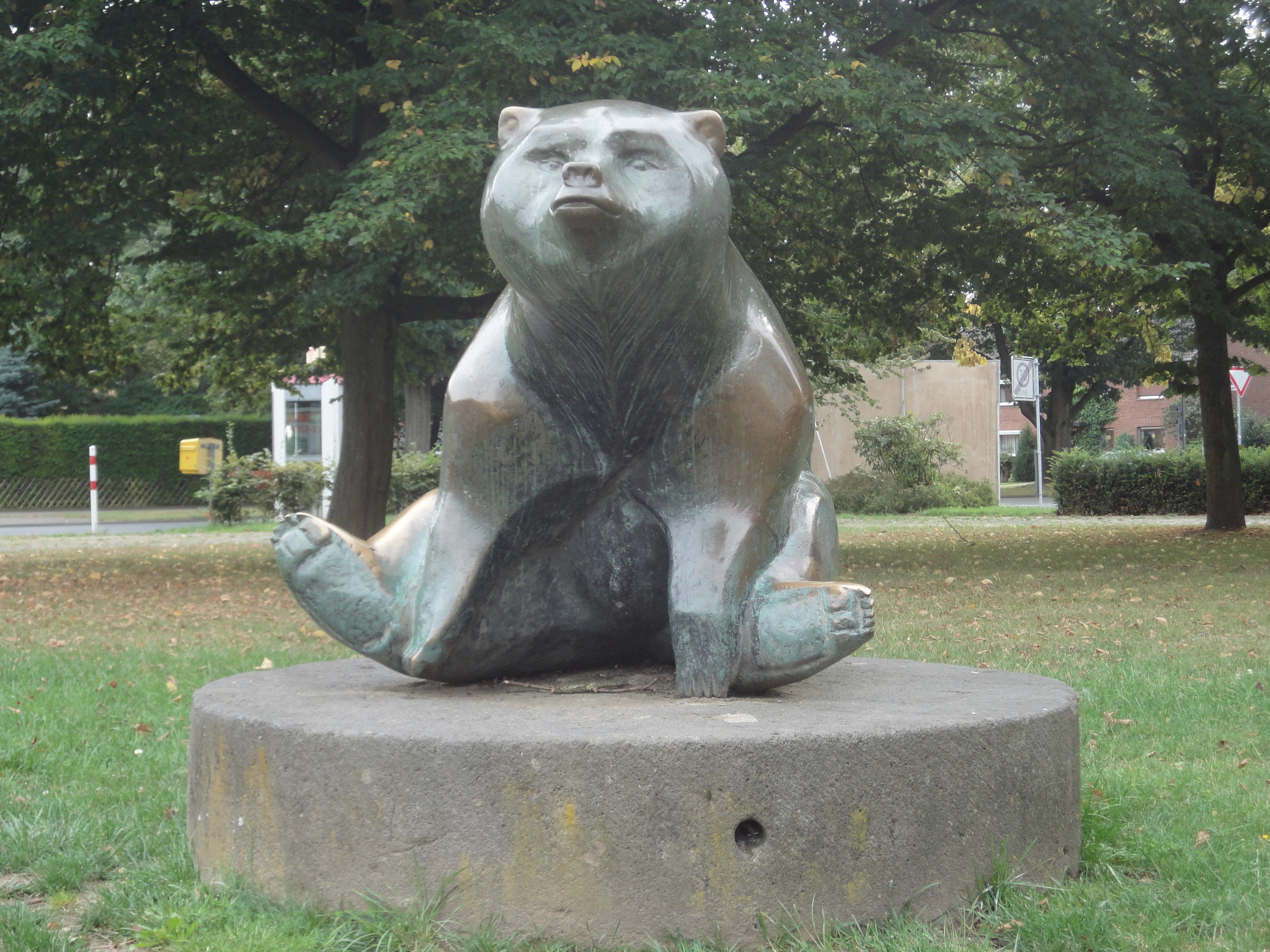
Insterburger Bär in Krefeld-Gartenstadt

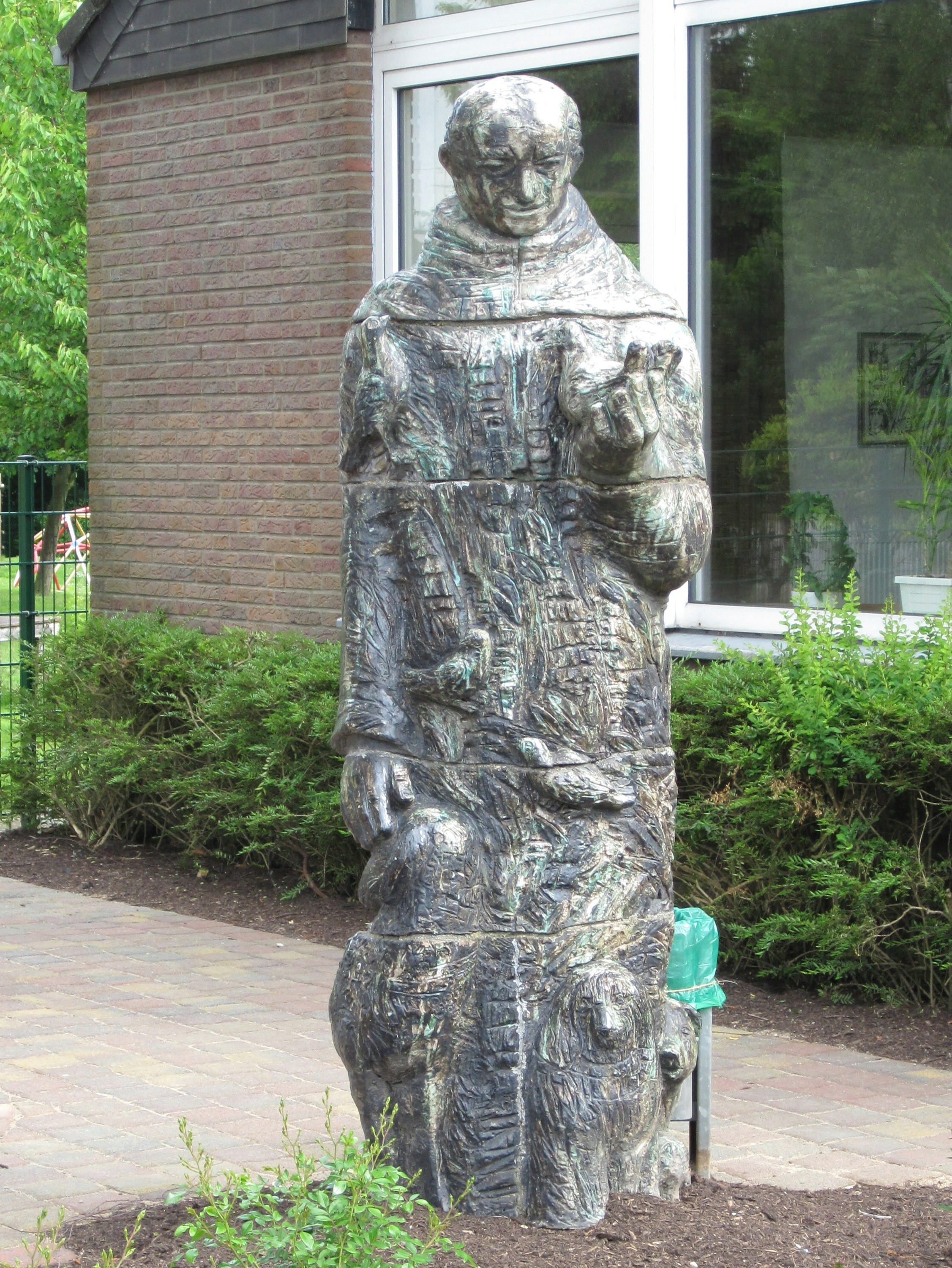
Franziskus-Denkmal in Kempen-Tönisberg

Langenbach stammte aus einer Steinmetzfamilie und begann im Alter von fünfzehn Jahren ihre Ausbildung an der von Hans Carp gegründeten freien Kunstschule für Malerei und Grafik in Düsseldorf. Ab 1943 wurde sie bei dem Holzbildhauer Otto Bußmann handwerklich ausgebildet. Diese Ausbildung war eine Voraussetzung zur Aufnahme an der Kunstakademie Düsseldorf, an der sie mit Wiedereröffnung Anfang 1946 ihr Studium in der Klasse bei Josef (Sepp) Mages zusammen mit Günter Grass und Herbert Zangs begann. Um ihr Atelier zu erhalten, machte sie sich ab 1947 selbständig, konnte aber wegen der guten Kontakte zu den Professoren Otto Pankok und Ewald Mataré weiterhin die Akademie besuchen. Auf einer Studienreise ins süditalienische Paestum, finanziert durch Arbeiten an Rosenmontagswagen, fand sie durch den Kontakt mit der archaischen Kunst ihren eigenen Stil und, typisch für die niederrheinische Region, Ton als Material. Ihr Gestaltungsprinzip wurde es, archaische Gestaltung mit der Moderne in Einklang zu bringen.
Nach ersten Ausstellungen in Düsseldorf und der Mailänder Galleria Totti zog sie über Krefeld 1963 nach Tönisberg in ein von ihrem Mann Claus Langenbach errichtetes Haus mit Töpferwerkstatt und Brennöfen. Hier schuf sie zahlreiche Plastiken und Brunnen. Zur Belebung der Tönisberger Töpfertradition des 17. und 18. Jahrhunderts rief sie 1970 Töpferkurse im Rahmen der Volkshochschule mit bis zu 100 Teilnehmern in der Woche ins Leben. Im nahen Krefeld nahm sie wieder an der Gestaltung der Karnevalswagen teil. 1989 verließ sie Tönisberg und zog nach Krefeld. Nach dem Verlust ihres Mannes und ihrer beiden Söhne zog sie 1996 weiter in das Caritashaus St. Barbara in Grevenbroich. Dort vermittelte sie später weiter ihre Kunst an ihre Mitbewohner. Noch 2003 wurde die Nothelferstele im Kloster Langwaden enthüllt. Langenbach starb im Dezember 2008 in Grevenbroich.

## Werk

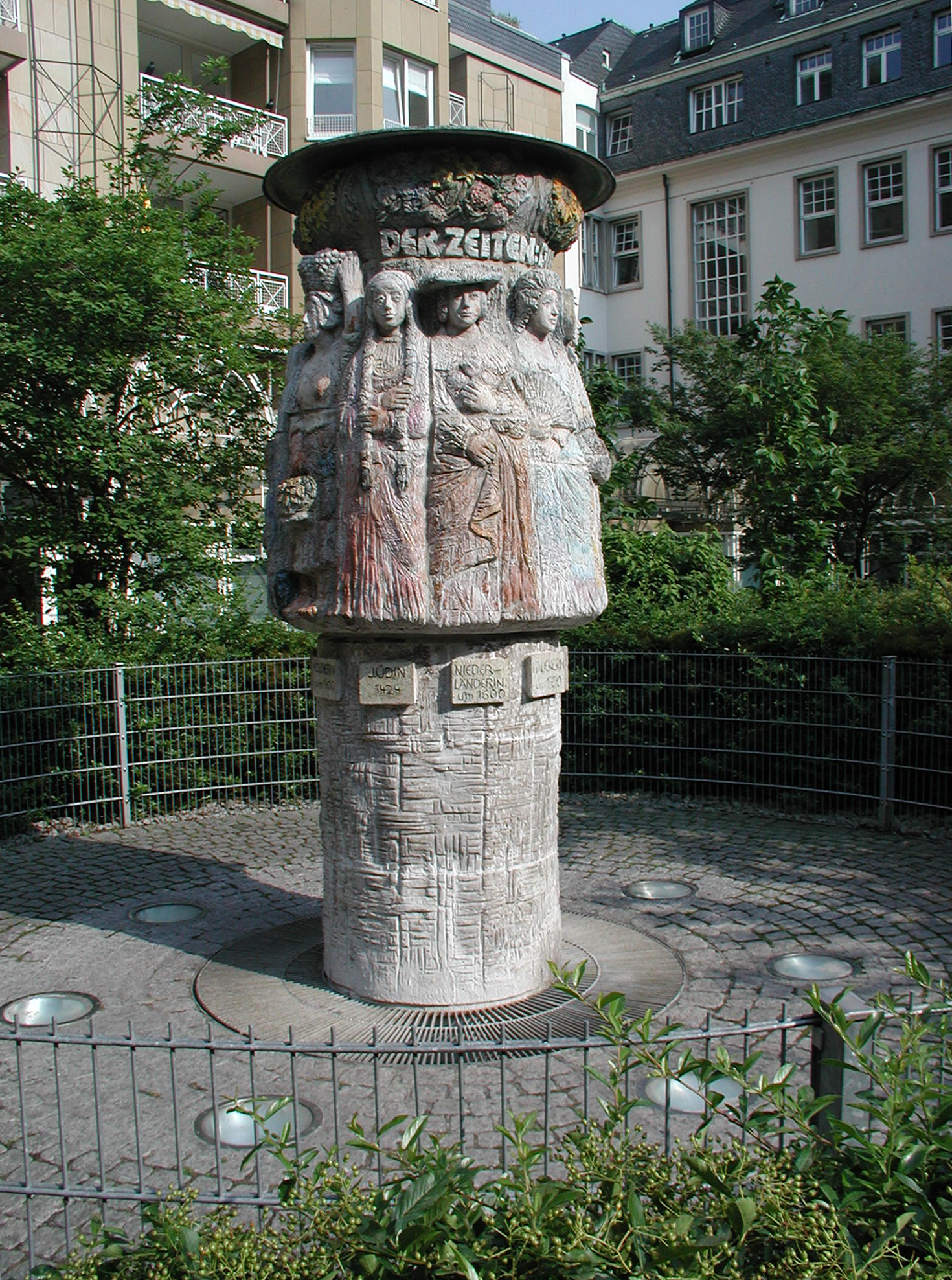
Frauenbrunnen in Köln

Langenbachs künstlerisches Werk ist häufig in Terracotta, aber auch in Bronze ausgeführt. Ihr von Religiosität geprägtes Werk war als Denkmal oder Brunnen für den öffentlichen Raum bestimmt, wie auch die Bildnisse für die Fußfallstationen in Tönisberg. Ihre starken Figuren waren in mittelalterlicher Tradition häufig durch Personen ihres Umfelds beeinflusst. Die weiblichen, erdverbundenen, auch emanzipatorischen Figuren empfand sie ihrer eigenen kräftigen Statur nach; weiterhin ließ sie Personen wie beispielsweise den Tönisberger Pfarrer Wiegels (Heiliger Franziskus) und den Grevenbroicher Prior Ullmann in ihre Figuren einfließen. 
Wiederholt führte sie Auftragsarbeiten aus, den Auftrag für den Bären in Krefeld-Gartenstadt hatte sie dabei in einem Wettbewerb gewonnen. Kleinere Arbeiten setzte sie in Miniserien mit Modeln um.

### Auswahl
- Bär, Krefeld-Gartenstadt, 1959
- Gruppe ballspielender Kinder, Krefeld-Königshof, 1962
- Heiliger Franziskus, Kempen-Tönisberg
- Töpferdenkmal, Kempen-Tönisberg, 1986
- Relief in Fußfallstationen, Kempen-Tönisberg
- Brunnenplastik, Erckeninsel, Grevenbroich, 1987
- Thomas-Morus-Brunnen, Krefeld, 1987
- Energiebrunnen, Grevenbroich, 1987
- Der Korbflechter, Grevenbroich, 1991
- Frauenbrunnen, Köln[1]
- Nothelferstele, Langwaden, 2003

### Veröffentlichungen
- Basilius Ullmann, Anneliese Langenbach: Worte auf dem Weg: Von Kreuz zu Kreuz, Langwaden, 1998

## Auszeichnungen
2000 wurde sie vom Landschaftsverband Rheinland für ihr künstlerisches Werk mit dem Rheinlandtaler geehrt.